# دم‌خاری گلوسیاه
دم‌خاری گلوسیاه (نام علمی: Synallaxis castanea) گونه‌ای از پرندگان در زیرتیرهٔ Furnariinae از تیرهٔ تنورمرغان (Furnariidae) وبومی ونزوئلا است.